# 毎日香
毎日香（まいにちこう）は、日本香堂から販売されている線香のブランド名。
元々は1909年（明治42年）に、神奈川県鎌倉市に本店を置く、鬼頭天薫堂より発売された線香の品名であったが、1947年（昭和22年）に日本香堂の前身に相当する東京孔官堂の創業者、小仲正規が、同製品の商標を鬼頭天薫堂から譲り受けたモノが、今日に至っている。

## 沿革
- 1909年 - 神奈川県鎌倉市の老舗・鬼頭天薫堂が「毎日香」を発売。
- 1947年 - 日本香堂が、鬼頭天薫堂から「毎日香」の商標権を譲り受ける。
- 1960年 -「新毎日香」を発売。
- 1968年 -「白檀毎日香」を発売。
- 1978年 -「特選毎日香」を発売。
- 1984年 -「ライトスモーク毎日香」を発売。
- 1991年 -「毎日香モスグリーン」を発売。
- 1995年 -「毎日香ナチュラル」を発売。
- 1999年 -「プレミアム毎日香アクア」を発売。

## 製品

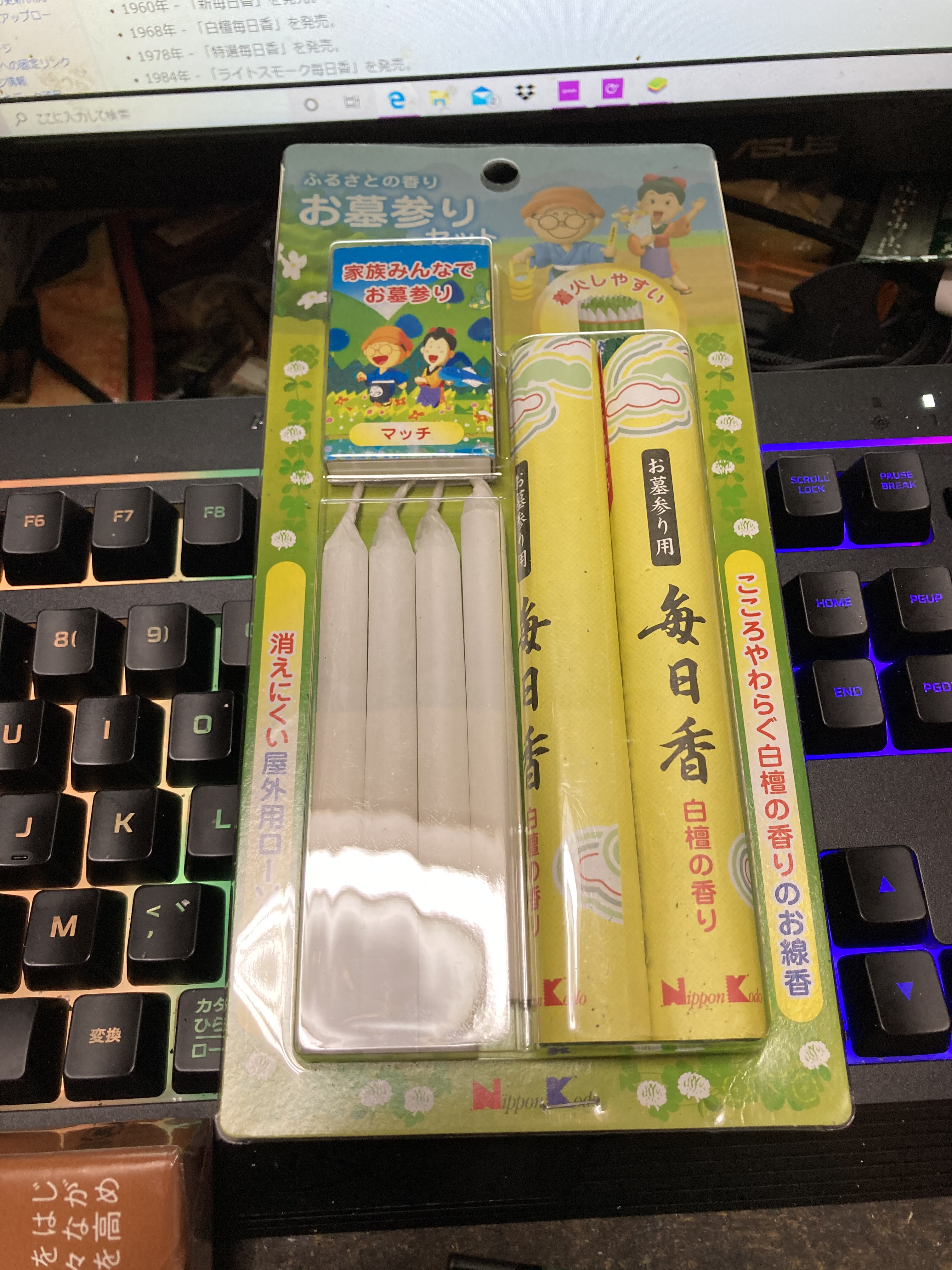
お墓参りに助かるセット商品

- 毎日香
  - 現在の主力製品の一つ。
- 新毎日香[2]
- 白檀毎日香[3]
- 特選毎日香[4]
- ライトスモーク毎日香[5]
- 毎日香モスグリーン
- 毎日香ナチュラル[6]
- プレミアム毎日香アクア[7]
- 毎日香ナチュラルさくら[8]
- ふるさとの香り お墓参りセット[9]

## テレビCM
- 5代目圓楽時代は、さだきち君・かおりちゃんなどのアニメキャラクターが登場していたが、6代目圓楽が語りを担当してからは、実写の家族と絵画コンクールで受賞した作品が登場する内容だったため、さだきち君・かおりちゃんは、終盤でパッケージの裏から姿を現すのみとなっていた。
- 6代目圓楽登場末期からはさだきち君とかおりちゃんのほか、おばあちゃんも登場したアニメバージョンとなっており、出演声優や6代目圓楽死去後も出演者を変えながらも継続していたが、発売115周年を迎えた2024年に入ると俳優高田和加子（たかたわかこ）と斉藤百花（さいとうももか）をCMキャラクターに起用しての親子を舞台にした新CMに切り替えられ、50年以上放送された5代目及び6代目圓楽師匠とさだきち君とかおりちゃん、おばあちゃんが登場していたアニメバージョンが姿を消した。

### CM出演者

#### 現在
- 高田和加子[10]
- 斉藤百花

#### 過去
- 一龍斎貞友 - 語り
- 藤田淑子 - さだきち君の声、「ふるさといつも」歌唱
- 5代目三遊亭圓楽 - 語り
- 6代目三遊亭円楽 - 語り
- 原田泰治 - 語り[注 1]
- さとう宗幸 -「旅行く人」「心のつばさ」歌唱

### CMキャラクター
- さだきち君
  - 1976年からCMに登場している。丁稚として商家に奉公している。故郷には母親がおり、お盆にはいつも毎日香を持って故郷へ帰る。名前の由来は、古典落語の登場人物から。
- かおりちゃん
  - さだきち君と同じ町内に住む、小町娘。さだきち君は彼女にほのかな想いを寄せている。

### CMソング
- 2015年春の彼岸期からさだまさしのさくらほろほろで、それ以前はさだきち君が歌うオリジナル曲（「ふるさといつも」）で、過去には藤田弓子 、さとう宗幸などが歌っていた。

## その他
- 五代目三遊亭圓楽が長年CMの語りを行っていたことから、圓楽が長年司会を担当していた笑点では弟子たちである三遊亭楽太郎や三遊亭好楽が後釜を狙っているというネタがしばし行われていた。2010年2月28日より楽太郎が六代目圓楽襲名と同時に六代目圓楽版のCMが放送開始となり、ネタが現実のものとなっている。また、毎日香を販売している日本香堂が笑点のメインスポンサーであることから、他のメンバーも（座布団狙いで）毎日香をネタにすることがある。
- 五代目圓楽の没後も『「星の王子様」になった5代目三遊亭円楽師匠から』と題し、六代目圓楽のCMが開始されるまで、生前に収録された語りを放送していた。
- 海外にも輸出されており、御香として販売されている[11]。